# Nesse (polder)
Polder Nesse is een polder en een voormalig waterschap in de Nederlandse provincie Zuid-Holland, in de gemeente Alphen aan den Rijn (voorheen Boskoop). Het gebied wordt voor het eerst vermeld bij de stichting van een molen in 1531.
Het waterschap was verantwoordelijk voor de vervening, drooglegging en de waterhuishouding in het gebied.
Ten oosten van de polder ligt het Gouwekanaal. Ten noorden bevinden zich de polders Rietveld en Kerk en Zanen, ten westen de Rietveldse Polder. 